# Higashidōri (Aomori)
Higashidōri (東通村 Higashidōri-mura?) es una villa localizada en la prefectura de Aomori, Japón. En octubre de 2018 tenía una población de 6.214 habitantes y una densidad de población de 21 personas por km². Su área total es de 295,27 km².

## Geografía

### Municipios circundantes
- Prefectura de Aomori
  - Mutsu
  - Yokohama
  - Rokkasho

## Demografía
Según datos del censo japonés, la población de Higashidōri ha disminuido en los últimos años.
| Año del censo | Población |
| ------------- | --------- |
| 1995          | 8.045     |
| 2000          | 7.975     |
| 2005          | 8.042     |
| 2010          | 7.252     |
| 2015          | 6.607     |